# Émile Gaudissard
Pour les articles homonymes, voir Gaudissard.
 (mars 2016).
Si vous disposez d'ouvrages ou d'articles de référence ou si vous connaissez des sites web de qualité traitant du thème abordé ici, merci de compléter l'article en donnant les références utiles à sa vérifiabilité et en les liant à la section « Notes et références ».
Émile Jean Joseph Gaudissard est un architecte, sculpteur, peintre, illustrateur, tapissier, décorateur et écrivain français, né à Alger le 15 décembre 1872 et mort à Paris le 29 août 1956.

## Biographie
Émile Gaudissard est l'aîné d'une famille de trois enfants. Son père Émile Jules Louis a épousé en 1870 Pépita Francoz et a quitté ses Pyrénées-Orientales pour émigrer en Algérie où sont nés ses enfants. Jeune homme, il se fait remarquer par des acrobaties nautiques périlleuses en sautant du haut des grues dans le port d'Alger et obtient en 1890 son baccalauréat.
En 1891, il s'installe à Paris pour intégrer l'atelier de Gabriel-Jules Thomas (1824-1905) à l'École des beaux-arts, il est alors domicilié au 21, rue Denfert-Rochereau. Le 6 juillet 1896, il est définitivement admis aux Beaux-Arts. Il obtient plusieurs récompenses dont une mention honorable au Salon des artistes français de 1896 et une mention honorable à l'Exposition universelle de 1900, ainsi qu'une médaille de troisième classe au Salon de 1904 et une seconde en 1906.
En 1904, il demeure au 22, rue de l'Yvette dans le 16e arrondissement. Il obtient une bourse de voyage et part en Grèce. Sculpteur, il débute alors une carrière de peintre et devient membre de la Société des peintres orientalistes français. En 1905, il déménage au 118, avenue Mozart puis en 1906, dans un atelier au 14, rue de la Cure qu'il va garder après son installation à son domicile algérois du 133, rue Michelet en 1914. En 1906, il est sociétaire de la Société des artistes français.
Gaudissard aborde l'architecture avec un projet de Tour du travail qui ne verra pas le jour en raison de la Première Guerre mondiale. Il construit la maison de son ami Charles Despiau.
En 1924 il réalise les décorations murales du nouveau magasin Le Bon Marché 
Il est aussi maître tapissier et décorateur. Il a dessiné les tapis du paquebot Normandie. En 1933 il est l'auteur des tapisseries ornant les fauteuils "République" destinés à la salle du conseil des ministres,.
En Algérie, il remplit bénévolement une mission de rénovation des Industries de la Céramique et du Granit.
Il expose en Belgique, Roumanie et fera un séjour au Canada en 1948.
Rentré pour un temps en France, il s'installe au 16, rue Pierre-Guérin, logement qu'il conservera jusqu'à sa mort.
Il réalise des décorations pour des restaurants, des navires et des magasins.
En 1950, il est nommé professeur à l'École des beaux-arts d'Alger et écrit dans la revue L'Âge nouveau de son ami Marcello Fabri (1889-1945).
Sa statue de La Bonté, achetée par la Ville d'Alger pour le square Bresson. La Jeunesse orne le jardin de la manufacture de tapisserie de Beauvais. Il est l'auteur du  bas-relief monumental de la Vie de la maison, du Monument au commandant Lamy, des cariatides et du fronton de la Banque d'Algérie à Alger. Après 1914, il sculpte le Monument à Lamoricière de Koléa, les monuments aux morts de Castiglione et de Guyotville, ainsi que les statues inspirées du sud algérien ornant les allées qui convergent vers le lac du jardin d'essai du Hamma à Alger. Sa stèle de Sidi Ferruch édifiée en 1930 est rapatriée par le 3ème RPIMA et réédifiée à Port-Vendres en 1986 .
Il meurt le 29 août 1956 à l'hôpital Saint-Antoine à Paris et est inhumé dans la même ville au cimetière de Passy.

## Œuvres dans les collections publiques
Algérie
- Alger :
  - Banque d'Algérie : cariatides et fronton.
  - Jardin d'essai du Hamma :
    - Danseuses Ouled Naïl, 1920, statue en pierre ;
    - Le Joueur de flûte, ou Un kabyle jouant de la flûte, 1920, statue en pierre ;
    - Une Femme du Sud algérien nouant sa guennour, 1920, statue en pierre ;
    - Femmes arabes, marchant en se tenant la main, 1920, groupe en bronze.

  - musée national des Beaux-Arts :
    - Bouquet de fleurs, gouache ;
    - Le Printemps, 1935, bronze ;
    - Job sur son fumier, sculpture.

  - square Bresson : La Bonté, 1905.
  - square Joffre : Monument au commandant Lamy, 1906, bronze.
  - Aïn Benian : Monument aux morts de Guyotville, œuvre détruite.
- Annaba: 
  - Monument à Sadi Carnot, bronze.
- Constantine :
  - musée Cirta : La Bonté, 1905, plâtre.
- Oran :
  - musée Zabana : Bouquet de fleurs, huile sur toile.
- Tipaza :
  - Bou Ismaïl : Monument aux morts, après 1918, œuvre détruite.
  - Koléa : Monument au général Lamoricière.
  - Tefeschoun, domaine de la Vigie : Scènes de la mythologie Grecque, 1930, fresque sur les quatre murs de la salle de réception.

France
- Angers, musée des Beaux-Arts : Femme, plâtre.
- Beauvais :
  - jardins de la Manufacture de Beauvais :
    - La Jeunesse, 1910, sculpture ;
    - Le Printemps et la Vie, sculpture.

  - MUDO - Musée de l'Oise :
    - Couple, 1912, calcaire, ensemble pour le décor d'une niche d'un salon de repos d'une villa d'Alger au jardin des Essais à Alger ;
    - cartons pour tapisseries de meubles et tapis à la demande de Jean Ajalbert, conservateur de la Manufacture de Beauvais.
- Mourenx : Le Farfadet et Le Lutin, bronze, érigé en 1909 à Ferryville en Tunisie (Menzel Bourguiba), puis en 1961 à l'Arsenal de Toulon, puis à Brest et offert à la Ville de Mourenx comme Monument aux morts de cette ville.
- Paris :
  - manufacture des Gobelins : L'Oiseau bleu, tapisserie[6].
  - Mobilier national : ensemble de fauteuils « républicains » destinés à la salle de conseil des ministres, 1933[7].
  - musée d'Orsay :
    - Le Bouquet fané, 1929, huile sur toile ;
    - Le Printemps, 1906, marbre ;
    - Le Maréchal ferrant, 1908, deux plaquettes en bronze ;
    - Femme voilée, ou Mauresque voilée, 1909, bronze patiné.
- Perpignan, musée Hyacinthe-Rigaud : 
  - Le Poète apporte aux foules le Calme et la Modération, 1898, sculpture ;
  - Ariane, 1901, bas-relief en céramique.
- Port-Vendres : Monument pour la Commémoration du centenaire du débarquement des troupes du général de Bourmont à Sidi Ferruch le 14 juin 1830, inauguré le 14 juin 1930 par le président Doumergue à Sidi-Ferruch, rapatrié en France et remonté à Port-Vendres en 1986. Bas-reliefs en marbre représentant L'Union de la France et de l'Algérie.
- Puteaux, Fonds national d'art contemporain : Les Ministères, 1925, tapisseries pour six fauteuils.
- Strasbourg, hôtel du Haut-Commissariat[Quoi ?] : Orchidées, huile sur toile.
- Localisation inconnue : Professeur Trolard de l'Institut Pasteur d'Alger, 1906, deux plaques en bronze.

## Illustrations
- Alger Barbaresque, 24 lithographies hors-texte, texte composé d'extraits de 54 écrivains, préface de Georges Marçais, Alger, Éd. Baconnier, 1951.
- Histoires de Café Maure, 5 planches hors-texte, Alger, Éd. Baconnier, 1952.
- « La Calavellina », Revue catalane, illustrations.

## Affiches
- Centenaire de l'Algérie Française, 1930, lithographie, 105,3 × 73,7 cm[8].

## Salons
- 1896 : Salon des artistes français, Cheval arabe, marbre.
- 1897 : Salon des artistes français, Un Geste.
- 1898 : Salon des artistes français, Le poète apporte aux foules le Calme et la Modération.
- 1901 : Salon des artistes roussillonnais à Perpignan.
- 1904 : Salon de la Société des peintres orientalistes français.
- 1906 : Salon de la Société des peintres orientalistes français.
- 1906 : Salon des artistes français : seconde médaille de 3e classe pour Le Printemps, marbre.
- 1906 : Salon de la Société nationale des beaux-arts.
- 1906 : Salon d'automne.
- 1909 : Salon de la Société des peintres orientalistes français.
- 1910 : Salon de la Société des peintres orientalistes français.
- 1912 : Salon d'automne, Couple, statue en calcaire.
- 1914 : Salon de la Société des peintres orientalistes français.
- 1943 : Salon de la Société des peintres orientalistes français.
- ? : Salon des artistes français, Job sur son fumier, sculpture.

## Expositions
- 1900 : Exposition universelle de Paris.
- 1906 : Exposition coloniale de Marseille (Société des peintres orientalistes français).
- 1907 : 2e exposition quinquennale des prix du Salon et boursier de voyage, Paris.
- 1910 : foire d'Alger, Dr Jean Baptiste Paulin Trolard, deux plaques en bronze.
- 1920 : galerie Druet à Paris.
- 1922 : Exposition coloniale de Marseille.
- 1925 : Exposition des Arts décoratifs, cartons pour tapis et tapisserie pour le collectionneur Jacques-Émile Ruhlmann, tapis du salon de l'hôtel du Collectionneur à l'Exposition des Arts décoratifs sur l'esplanade des Invalides de 1925, 4,60 × 3,20 m, fond bleu vert, fleurs multicolores, tissage à Aubusson par la manufacture de tapisserie d'Aubusson Braquenié[9].
- 1929 : galerie Charpentier à Paris.
- 1931 : exposition de l'Association française d'expansion et d'échange artistiques au palais des beaux-arts de Bruxelles.
- 1933 : exposition de l'Association française d'expansion et d'échange artistiques au musée Toma Stelian de Bucarest.
- 1935 : exposition du musée des Beaux-Arts d'Alger, Le Printemps.
- 2006 : exposition du Mobilier national d'art contemporain au château de Champs-sur-Marne.
- 2009 : exposition du Mobilier national « Élégance et modernité », Paris, Gobelins.

## Publications
- « En Grèce au VIe siècle », Le Carnet des artistes, no 13, 1er août 1917.
- « Les Corées d'Athènes », Le Carnet des artistes, no 12, 15 juillet 1917.
- « Art antique fronton du Temple de Zeus », Le Carnet des artistes, no 18, 15 octobre 1917.
- « Desiderio da Settignano », Le Carnet des artistes, no 20, 15 novembre 1917.
- « Un tableau n'est pas un constat d'huissier », L'Âge nouveau, no 3, mars 1938.
- « Coup de sonde dans le futur », L'Âge nouveau, no 8, 1938, 10p.
- « Lettre ouverte à Hitler », L'Âge nouveau, no 9, 1938.
- en collaboration, « Marcello Fabri, (1889-1945), l'Homme, souvenirs et témoignages », L'Âge nouveau, no 95, décembre 1955.

## Récompenses
- 1895 : 1er prix au concours de figurines sculptées d'après l'Antique, École des beaux-arts de Paris.
- 1896 : 2e prix travaux d'atelier, École des beaux-arts de Paris.
- 1896 : mention honorable au Salon des artistes français.
- 1897 : 1er seconde médaille de sculpture antique, École des beaux-arts de Paris.
- 1897 : mention travaux d'atelier, École des beaux-arts de Paris.
- 1900 : mention honorable à l'Exposition universelle de Paris.
- 1904 : médaille de 3e classe au Salon des artistes français.